# Circles (album de Mac Miller)
Albums de Mac Miller
Swimming
(2018) Balloonerism
(2025)
Singles
1. Good News
Sortie : 9 janvier 2020
2. Blue World
Sortie : 4 février 2020

Circles est le 6e album studio du rappeur et chanteur américain Mac Miller. Il a été publié à titre posthume le 17 janvier 2020 par Warner Records et était en cours d'élaboration par le rappeur avant sa mort en septembre 2018. La production a été achevée par le producteur Jon Brion.

## Contexte
Au moment de sa mort, le 7 septembre 2018, Miller était «bien engagé» dans le processus d'enregistrement de Circles . Il devait être un album compagnon de Swimming (2018), avec "deux styles différents se complétant, complétant un cercle" et le concept étant "nageant en rond". Jon Brion, qui a travaillé avec Miller sur l'album, a terminé la production "en fonction de son temps et de ses conversations" avec Miller,. Swimming and Circles devait être les deux premiers épisodes d'une trilogie d'albums, où le dernier morceau aurait été "un pur album hip-hop", comme le décrit Brion.
Circles a été annoncé par la famille de Miller via une note sur son compte Instagram le 8 janvier 2020. Il a été publié par Warner Records le 17 janvier 2020,.

## Composition
Les critiques ont décrit l'album comme un album emo rap  avec des éléments de soft rock, pop, hip hop, R&B, lo-fi, indie folk, et synth-pop. Pitchfork a déclaré que l'album était difficile à classer, ayant tant d'aspects différents.
Le morceau "Blue World" comprend une assistance supplémentaire à la production de Guy Lawrence, la moitié du duo de production maison britannique Disclosure. Le morceau "Everybody" est une reprise de "Everybody's Gotta Live" de l'auteur-compositeur américain Arthur Lee, de son premier album Vindicator de 1972,.

## Singles
Le premier single, " Good News " est sorti le 9 janvier 2020, aux côtés d'un clip d'accompagnement réalisé par Anthony Gaddis et Eric Tilford. La vidéo présente des images de Miller dans un monde abstrait avec des paysages animés colorés. Les autres morceaux de l'album sont également sortis avec des clips musicaux d'un style similaire le 17 janvier 2020 . "Good News" a fait ses débuts au numéro 17 sur US Billboard Hot 100, dépassant " Self Care " (2018, numéro 33) comme sa chanson la plus élevée en tant qu'artiste principal. "Blue World" a été envoyé à la radio rythmique contemporaine américaine le 4 février 2020, comme deuxième single de l'album.

## Réception de la critique
Circles a été acclamé par la critique. Chez Metacritic, l'album a reçu un score moyen de 83, basé sur 14 critiques. Agrégateur AnyDecentMusic? lui a donné 7,8 sur 10, sur la base de leur évaluation du consensus critique. L'album de l'année a évalué le consensus critique à 82 sur 100, sur la base de 15 critiques.
Dans sa critique pour The Independent, Roisin O'Connor a fait l'éloge de l'album en écrivant : "À travers l'album, il y a un rythme fascinant, une sorte de mouvement de cheval à bascule qui vous pousse à passer à la piste suivante... Dans Swimming il était à la dérive, à la recherche d'une poutre de phare qui le ramènerait à "un lieu de confort". Sur Circles, il semble que - ne serait-ce que pour le plus bref des moments - il l'a trouvé". Le critique de Sputnikmusic Rowan5215 a déclaré: "Là où Circles réussit, où il devient une œuvre d'art gracieuse et élégante plutôt qu'une excursion expérimentale, 
c'est de trouver le sujet parfait pour ses méandres décontractés. Tout simplement, ces chansons sont des dépêches d'un jour dans la vie de Mac Miller". Écrire pour Exclaim!, A. Harmony a déclaré: «Sa voix roque contient de la douleur et de la lassitude alors qu'il réfléchit à ses luttes et à ses défis. Pourtant, si difficile soit-il à ingérer sa candeur, Miller a aussi une maturité pour se réconforter. Il y a un sentiment de croissance et des leçons apprises. Ce sont les marques d'une vie bien vécue, si courte soit-elle. "David Brake de HipHopDX a écrit : "Il trouve la beauté et la paix en se permettant de vivre ses propres émotions. C'est un compte rendu honnête et concret des zones grises de sa vie et de son esprit. Sur Circles, Mac montre la joie inattendue qui peut être trouvée dans les moments les plus sombres".
Kitty Empire of The Observer a déclaré: "Si Swimming se sentait pensif, Circles ressemble encore plus à un album de chanteur-compositeur qu'à un hip-hop - une tendance probablement amplifiée par les traitements de Brion". Will Lavin de NME a donné une critique positive, déclarant : «C'est un projet de haute qualité, mais nous avons perdu Mac trop tôt, et c'est difficile à accepter. Donc, même s'il est difficile de l'écouter parler d'auto-détérioration et de la façon dont il passe beaucoup trop de temps dans sa propre tête, c'est un privilège de l'entendre partager ses pensées les plus intimes sur un lit de sonorités inventives. C'est l'album que Mac Miller est né pour faire."Rachel Aroesti de The Guardian a apprécié l'album, en disant : "Les paroles de Miller possèdent une netteté qui donne parfois des moments de simplicité déchirante, mais se fanent souvent dans la banalité et la banalité. Pourtant, lorsque ses paroles lui manquent, sa voix est en mesure de communiquer la douleur plus efficacement".

## Distinctions
| Publication          | Distinction                                    | Rang | Ref.   |
| -------------------- | ---------------------------------------------- | ---- | ------ |
| The Arizona Republic | Les meilleurs albums de 2020                   | 5    | [ 33 ] |
| Billboard            | Les 50 meilleurs albums de 2020                | 16   | [ 34 ] |
| Billboard            | Les 20 meilleurs albums rap de 2020            | 16   | [ 35 ] |
| Complex              | Les meilleurs albums de 2020                   | 8    | [ 36 ] |
| Exclaim!             | Les 50 meilleurs albums de 2020 selon Exclaim! | 32   | [ 37 ] |
| XXL                  | Les meilleurs projets Hip-Hop de 2020          | N    | [ 38 ] |
| The Guardian         | Les 50 meilleurs albums de 2020                | 29   | [ 39 ] |
| Uproxx               | Les meilleurs albums de 2020                   | 6    | [ 40 ] |
| Insider              | Les 20 meilleurs albums de 2020                | 13   | [ 41 ] |
| Clash                | Les albums de 2020 selon Clash                 | 43   | [ 42 ] |
| The Independent      | Les 40 meilleurs album de 2020                 | 12   | [ 43 ] |

## Performance commerciale
Aux États-Unis, Circles a fait ses débuts au numéro trois sur le Billboard 200, derrière les débuts d'Eminem avec Music to Be Murdered By et Halsey avec Manic, gagnant 164000 unités équivalentes à l'album au cours de sa première semaine, dont 61000 étaient des ventes traditionnelles d'album. C'était la plus grosse semaine de Miller pour un album. Dix titres de Circles inscrits simultanément sur le Billboard Hot 100 au cours de sa première semaine, surmontés de "Good News" au numéro 18 et "Blue World" au numéro 38. Au cours de sa deuxième semaine, l'album est tombé au sixième rang du classement, avec 45 000 unités.
Circles a atteint les sommets les plus élevés de Miller en Australie, au troisième rang du classement ARIA , au Canada, au troisième rang du classement des albums canadiens, et au Royaume-Uni, au huitième rang du classement britannique des albums.

## Liste des morceaux
| Circles track listing | Circles track listing | Circles track listing        | Circles track listing | Circles track listing | Circles track listing | Circles track listing | Circles track listing | Circles track listing | Circles track listing |
| No                    | Titre                 | Producteur(s)                | Durée                 |                       |                       |                       |                       |                       |                       |
| --------------------- | --------------------- | ---------------------------- | --------------------- | --------------------- | --------------------- | --------------------- | --------------------- | --------------------- | --------------------- |
| 1.                    | Circles               | - Mac Miller - Jon Brion     | 2:50                  |                       |                       |                       |                       |                       |                       |
| 2.                    | Complicated           | - Miller - Brion             | 3:52                  |                       |                       |                       |                       |                       |                       |
| 3.                    | Blue World            | - Lawrence - Briona          | 3:29                  |                       |                       |                       |                       |                       |                       |
| 4.                    | Good News             | - Miller - Brion             | 5:42                  |                       |                       |                       |                       |                       |                       |
| 5.                    | I Can See             | - Brion - Shea Taylor        | 3:40                  |                       |                       |                       |                       |                       |                       |
| 6.                    | Everybody             | - Miller - Brion             | 4:16                  |                       |                       |                       |                       |                       |                       |
| 7.                    | Woods                 | - Dan - David x Eli - Briona | 4:46                  |                       |                       |                       |                       |                       |                       |
| 8.                    | Hand Me Downs         | - Miller - Brion             | 4:58                  |                       |                       |                       |                       |                       |                       |
| 9.                    | That's on Me          | - Miller - Brion             | 3:37                  |                       |                       |                       |                       |                       |                       |
| 10.                   | Hands                 | - Miller - Brion             | 3:19                  |                       |                       |                       |                       |                       |                       |
| 11.                   | Surf                  | - Miller - Brion             | 5:30                  |                       |                       |                       |                       |                       |                       |
| 12.                   | Once a Day            | - Miller - Briona            | 2:40                  |                       |                       |                       |                       |                       |                       |
| 48:44                 |                       |                              |                       |                       |                       |                       |                       |                       |                       |

| Deluxe edition bonus tracks | Deluxe edition bonus tracks | Deluxe edition bonus tracks       | Deluxe edition bonus tracks | Deluxe edition bonus tracks | Deluxe edition bonus tracks | Deluxe edition bonus tracks | Deluxe edition bonus tracks | Deluxe edition bonus tracks | Deluxe edition bonus tracks |
| No                          | Titre                       | Producteur(s)                     | Durée                       |                             |                             |                             |                             |                             |                             |
| --------------------------- | --------------------------- | --------------------------------- | --------------------------- | --------------------------- | --------------------------- | --------------------------- | --------------------------- | --------------------------- | --------------------------- |
| 13.                         | Right                       | - Miller - Wainstein - Dana       | 4:47                        |                             |                             |                             |                             |                             |                             |
| 14.                         | Floating                    | - Miller - Brion - Alexander Spit | 4:14                        |                             |                             |                             |                             |                             |                             |
| 57:46                       |                             |                                   |                             |                             |                             |                             |                             |                             |                             |

Notes
- a indique un producteur additionnel

Sample
- "Blue World" contient un extrait de "It's a Blue World", une chanson écrite par George Forrest et Robert Wright et interprétée par The Four Freshmen[50].

## Personnel
Les musiciens
- Mac Miller – voix principale(all tracks), basse (morceaux 6, 13), guitare(morceau 9)
- Jon Brion – guitare (morceaux1, 2, 4, 8, 9, 11), cymbales (morceau 1), vibraphone (morceau 1), synthétiseur(morceaux 2, 5), clavier (tmorceaux 4, 5, 7), percussions(morceaux 6, 8, 9, 11), basse (morceaux 7, 9, 11, 12), piano (morceau 9), hammond orgue(morceaux 10), reed orgue(morceau 10), percussion (morceaux 10, 12)
- MonoNeon – basse (morceau 2)
- Wendy Melvoin – basse (morceau 4), guitare(morceaux 4, 7, 9)
- Matt Chamberlain – percussions(morceaux 4, 10)
- Shea Taylor – batterie, cor, cordes, synthétiseur (morceau 5)
- Ariana Grande – voix non créditée(morceau 5)[4]
- Tony Royster Jr. – percussions (morceau 6)
- Baro Sura – voix additionnées(morceau 8), percussions(morceau 8)
- Thundercat – basse (morceaux 13, 14)
- Jeff Gitelman – guitare (morceau 13)
- Vic Wainstein – guitare, synthétiseur, programmation de batterie (morceau 13)
- Carmel Echols – voix en fond(morceau 14)
- Erin Stevenson – voix en fond(morceau 14)
- Samantha Nelson – voix en fond(morceau 14)
- Brandyn Phillips – cor(morceau 14)
- Fabian Chavez – cor(morceau 14)
- Lemar Guillary – cor(morceau 14)

Technique
- Patricia Sullivan – maîtrise(tous les morceaux)
- Greg Koller – mixage(tous les morceaux), enregistrement(morceaux 1, 2, 4–12)
- Vic Wainstein – producteur associé(morceaux 1–12), enregistrement(morceaux 1, 2, 4–7, 9–14)
- Eric Caudieux – enregistrement(morceaux 1, 2, 4–7, 9–12, 14)
- Guy Lawrence – enregistrement(morceau 3)
- Shea Taylor – enregistrement(morceau 5)
- Josh Berg – enregistrement(morceau 5)
- Zachary Acosta – enregistrement(morceau 6)
- Ross Ferraro – enregistrement(morceau 8)
- Stefan Durandt – enregistrement(morceaux 8)
- Ben Fletcher –  assistant d'enregistrement(morceaux 1, 2, 5, 9, 11–14)
- Ben Sedano – assistant d'enregistrement(morceaux 1, 2, 5, 11–14), assistant (morceau 9)
- John Armstrong –  assistant d'enregistrement(morceaux 1, 2, 5, 9, 11–14)
- Rouble Kapoor – assistant d'enregistrement(morceaux 1, 2, 4–9, 11, 12)

## Classements
| Classement (2020)                  | Sommet |
| ---------------------------------- | ------ |
| Australie (ARIA)                   | 3      |
| Autriche (Ö3 Austria)              | 8      |
| Belgique (Ultratop Flanders)       | 4      |
| Belgique (Ultratop Wallonia)       | 37     |
| Canada (Billboard)                 | 3      |
| Tchéquie (ČNS IFPI)                | 5      |
| Danemark (Hitlisten)               | 10     |
| Pays-Bas (Album Top 100)           | 3      |
| Hongrie (MAHASZ)                   | 9      |
| Estonie (Eesti Ekspress)           | 2      |
| Finlande (Suomen virallinen lista) | 13     |
| France (SNEP)                      | 37     |
| Allemagne (Offizielle Top 100)     | 13     |
| Irlande (OCC)                      | 6      |
| Italie (FIMI)                      | 38     |
| Nouvelle-Zélande (RMNZ)            | 3      |
| Norvège (VG-lista)                 | 5      |
| Portugal (AFP)                     | 17     |
| Écosse (OCC)                       | 28     |
| Suède (Sverigetopplistan)          | 15     |
| Suisse (Schweizer Hitparade)       | 9      |
| Royaume-Uni (OCC)                  | 8      |
| États-Unis (Billboard 200)         | 3      |

## Historique des sorties
| Région | Date            | Version | Format (s)                     | Label                    | Réf.  |
| ------ | --------------- | ------- | ------------------------------ | ------------------------ | ----- |
| Divers | 17 janvier 2020 | normal  | - Digital download - streaming | - Warner, REMember Music | [ 5 ] |
| Divers | 6 mars 2020     | De luxe | CD                             | - Warner, REMember Music | [ 5 ] |
| Divers | 20 mars 2020    | De luxe | - Digital download - streaming | - Warner, REMember Music | [ 5 ] |
| Divers | 17 avril 2020   | De luxe | LP                             | - Warner, REMember Music | [ 5 ] |